# Classe Thaon di Revel
La classe Thaon di Revel, Pattugliatori Polivalenti d’Altura (PPA) (ou patrouilleurs hauturiers polyvalents, PHP) est une classe de frégates multirôles de la marine italienne, qui remplacent les frégates de la classe Artigliere et les corvettes de la classe Minerva.
Cette classe, et son navire de tête, sont nommés en l'honneur de l'amiral italien Paolo Emilio Thaon di Revel, issu d'une famille noble d'origine savoyarde et niçoise.   
La loi de programmation navale italienne 2014-2015 prévoit trois versions différentes :
- Légère : version adaptée aux patrouilles côtières et à la lutte contre la criminalité en mer, aux interventions humanitaires ou de protection civile à la suite de catastrophes naturelles. Elle dispose d'une centrale électrique de 2 MW, de réservoirs d'eau potable de 800 m3 et d'un bloc opératoire.
- Légère + : version adaptée aussi bien à la patrouille côtière qu'au soutien et au combat,
- Lourde : version destinée au combat de première ligne.

Sept unités ont été commandées en date de 2023 par l'Italie : deux Légères, trois Légères + et deux Lourdes plus trois unités en option. Deux seront transférées à la marine indonésienne à la suite d'un contrat de 1,18 milliard d’euros annoncé le 28 mars 2024.

## Conception

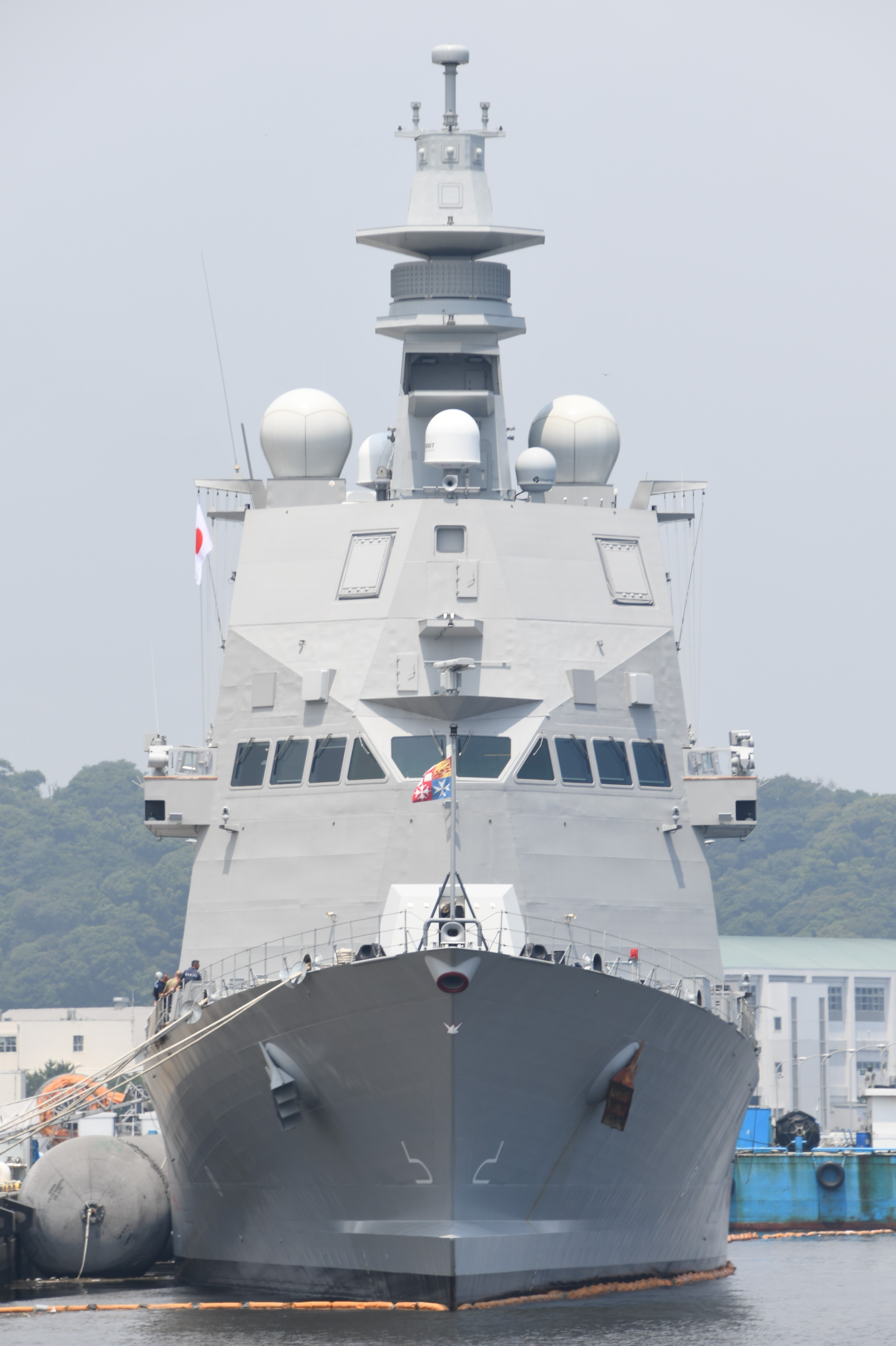
Vue de proue du Francesco Morosini (P-431). La façade du château du navire à une forme triangulaire.

La classe Thaon di Revel représente un type de navire très flexible capable d'effectuer plusieurs tâches allant de la patrouille au combat de première ligne, selon les trois versions proposées. Les deux premières versions sont rapidement convertibles en une version plus puissante et lourdement armée, grâce au haut degré de modularité des unités. La coque a une forme innovante qui, associée au nouveau vérin électrique d’étrave, vise à optimiser la poussée hydrodynamique afin d'augmenter les performances, tout en maintenant un impact environnemental modéré et en garantissant l'efficacité économique.
Les navires comprennent deux zones hautement modulaires, l'une au milieu du navire et l'autre à l'arrière. La première comporte une grue Davit à deux bras déployables pour le transport, la mise à l'eau et la récupération de bateaux mesurant jusqu'à onze mètres de long et pesant jusqu'à dix tonnes, et une grue centrale pour les conteneurs pesant jusqu'à vingt tonnes. Cette zone dispose d'une capacité de charge allant jusqu'à huit conteneurs ISO 1C, pour une charge totale maximale de 120 t. La seconde zone modulable, quant à elle, pourra faire office de bassin pour les bateaux des forces spéciales, d'entrepôt palettisé, de compartiment de soins, de compartiment d'habitation (trente couchages plus une zone d'hygiène) ou encore de zone USV et ROV plus centre de commandement. Attenante à cette zone, une rampe de mise à l'eau et de récupération d'un véhicule amphibie de type RHIB de onze mètres maximum sera présente par défaut.
La passerelle a une forme moderne et innovante, très similaire à celle d'un casque, assurant une large plage de visibilité ainsi qu'un très haut niveau technologique, car elle regroupe toutes les fonctions de contrôle, d'autodéfense et d'attaque, de navigation et de propulsion.

## Construction
Les frégates sont construites par les chantiers navals de Riva Trigoso à Gênes et de Muggiano à La Spezia.

## Électronique
L'ensemble du système électronique a été créé par Leonardo, qui fournit un système de gestion de combat de nouvelle génération avec une architecture ouverte, modulaire et reconfigurable, conçu pour être un système C4I complet, avec accès aux services en réseau des marines alliées ainsi qu'aux services stratégiques nationaux.
Un système appelé cockpit, créé en collaboration avec Fincantieri, a été conçu pour la passerelle, qui permettra pour la première fois la gestion intégrée des opérations relatives à la fois à la gestion du navire et au système de combat, avec un nombre réduit de personnels, grâce à l'utilisation des technologies de réalité augmentée. Il comprend un radar AESA 3D Kronos Dual Band, composé de quatre panneaux fixes. Chacun d'eux comprend à son tour deux panneaux radar. L'un en bande C effectue, pour d'une part, la surveillance et les suivis aériens ainsi que des missiles balistiques à moyenne et longue portées ; et d'autre part, le guidage des missiles sol-air du système SAAM-ESD. L'autre panneau en bande X assure la surveillance de surface et le suivi des aéronefs à courte portée. La version complète est équipée du système complet, la version légère + n'a que le panneau en bande C et la légère n'a que le panneau en bande X.
Les unités sont équipées du radar en bande X SPS-732 (RAN 30X/I) pour la recherche aérienne et de surface.
Les autres capteurs sont : un radar de contrôle de tir NA-30S MK2, deux radars en bande X et Ka pour la navigation, un système IRST (InfraRed Search and Track), des capteurs pour la reconnaissance ami-ennemi (IFF, Identification Friend and Foe) et deux antennes SATCOM, une à deux bandes et une à trois.
Pour la lutte anti-sous-marine (ASM), les frégates sont équipées d'un sonar remorqué, à la fois actif et passif, à basse-moyenne fréquence avec ATAS à profondeur variable, et d'un sonar remorqué Black Snake, conçu pour la détection et la classification des torpilles ennemies en approche. Leonardo fournit le sonar de détection de plongeurs, la téléphonie sous-marine et l'unité de thermographie Bathy.

## Armement
L'armement de base, commun aux trois versions, est composé d'un canon naval (à l'avant) OTO Melara de calibre 127/64, équipé de munitions Vulcano, et d'un canon (sur le hangar de poupe) OTO Melara de calibre 76/62, de type pont, équipé de munitions Davide-Strales et avec emplacement pour le Vulcano. Sur le hangar arrière sont positionnés deux canons télécommandés OTO Melara-Oerlikon KBA de calibre 25/80 et deux lance-roquettes ODLS-20 pour la lutte antiaérienne et anti-sous-marine.
Les unités sont dotées d'un système de lancement vertical embarqué de missiles (acronyme VLS Sylver A-50) de dernière génération pour le lancement vertical de seize missiles Aster 15, Aster 30 et Aster 30 B1NT, installés dans les versions légère + et complète, tandis que la version légère n'a que l'emplacement pour leur installation éventuelle. Toutes les versions ont l'emplacement pour un système de quatre lanceurs jumeaux pour le lancement de huit missiles antinavires et d'attaque terrestre OTOMAT TESEO Mk-2E.
S'agissant des torpilles, les versions légère et légère+ peuvent accueillir deux lanceurs triples pour torpilles MU-90 Impact d'un diamètre de 324 mm, tandis que la version complète en est déjà équipée.
Deux lance-leurres télécommandés ODLS 20 (OTO Decoy Launching System) sont installés sur la version complète, dont le rôle principal est d'assurer au navire une défense passive contre les missiles équipés d'autodirecteurs infrarouges, mais aussi de lancer des leurres anti-sous-marins (les deux versions légères n'ont que l'emplacement pour leur installation).
Enfin, un hangar et un poste de contrôle permettent d'accueillir deux hélicoptères NH.90 ou un AgustaWestland AW.101.

## Liste des unités
| N°   | Nom                       | Version | Première découpe | Mise sur cale    | Mise à l'eau     | Livraison         | Service actif                                            | Base navale |
| ---- | ------------------------- | ------- | ---------------- | ---------------- | ---------------- | ----------------- | -------------------------------------------------------- | ----------- |
| P430 | Paolo Thaon di Revel      | Légère+ | 2 décembre 2016  | 9 mai 2017       | 15 juin 2019     | 18 mars 2022      |                                                          | La Spezia   |
| P431 | Francesco Morosini        | Légère+ | 2 décembre 2016  | 16 février 2018  | 22 mai 2020      | 3 novembre 2022   |                                                          | La Spezia   |
| P432 | Raimondo Montecuccoli     | Légère+ | 2017             | 8 novembre 2018  | 13 mars 2021 ,   | 27 février 2023   |                                                          | La Spezia   |
| P434 | Giovanni delle Bande Nere | Lourde  | 2018             | 28 août 2019     | 12 février 2022  | avril 2024        |                                                          | La Spezia   |
| P436 | Domenico Millelire        | Lourde  | 2020             | 17 mai 2022      | 13 juillet 2024, | août 2025         |                                                          | La Spezia   |
| P433 | Marcantonio Colonna       | Lourde  | 2017             | 3 septembre 2020 | septembre 2022   | 27 septembre 2023 | Transfert à la marine indonésienne (KRI Brawijaya)       |             |
| P435 | Ruggiero di Lauria        | Lourde  | 2018             | 20 octobre 2021  | 8 mars 2023      | août 2024         | Transfert à la marine indonésienne (KRI Prabu Siliwangi) |             |